# Нови живот (новине)
Држава је лист који је излазио у периоду 1. фебруара 1919. године, за вријеме постојања Краљевине Срба, Хрвата и Словенаца. Престао је да излази 26. јуна 1920. Укупно је изашло 56 бројева. Лист су покренули и издавали бањалучки Хрвати, већином присталице предратне Хрватске народне заједнице (ХНЗ), чији је орган и био сам лист. Лист је излазио једанпут недјељно.

## Историјат
Хрватска народна заједница, је преко овог листа упућивала прогласе Хрватима у Босни и Херцеговини, у којима су објављиване идеје и политичка схватања истакнутих чланова хрватске заједнице у Босни и Херцеговини о актуелним питањима. Нови живот, није био национално опредјељен лист, већ се уредништво листа, кроз текстове залагало за јединство Срба, Хрвата и Словенаца, који су етнографски један народ подијељен у три племена и три вјере, а који живе на географски једном територију. Лист је у свој програм убацивао и муслиманска питања, па су ради придобијања муслимана за хрватске националне интересе, износили идеју и подржавали их, кроз текстове који су говорили о томе да ће баш у интересу спровођења јединства препустити, а и подупирати њихово вјерско и социјално уређење.
Као и сви тадашњи листови, и Нови живот је износио своје ставове по питању државно-правног уређења заједниче државе. Лист се залагао за цјелокупност и јединствену државу. Нови живот залагао се за опстанак покрајина као управних подручја. Чувајући интересе државе, лист се као противник централизма залагао за најширу покрајинску самоуправу у политичком, културном и вјерском погледу. Лист се од самог почетка залагао за монархистичко уређење државе. Кроз своје текстове лист се трудио да се не замјери ником, али и да се поштују права свих.
Након обнављања, Хрватска народна заједница, као самостална политичка странка у Босни, није била дугог вијека. Убрзо након оснивања један дио чланства странке приступио је Хрватском народном клубу, други Хрватској заједници, а трећи Хрватској тежачкој странци, која је основана на скупу виђенијих босанскохерцеговачких Хрвата одржаном 14. и 15. августа 1919. у Травнику. Након овог скупа Нови живот се приклонио виђенијим Хрватима и почео да заступа програм и идеје Хрватске тежачке странке и постао њен страначки орган у Босанској Крајини.
Садржај Новог живота, је био разноврстан, и намијењен свим народима, без обзира на вјеру и нацију, иако га је издавала хрватска организација. Поред вијести о политици и уређењу, ствари у држави, као и преношења државних одлука Краљевине Срба, Хрвата и Словена и иностранства, доносио је чланке и вијести из области привреде, просвјете, културе, социологије, хигијене. Имао је и подлист у којем су објављивани прилози из књижевности. Лист је водио оштру полемику, са својим највећим супарницима, присталицама централистичког уређења државе, а посебно са службеним новинама Демократске странке Државом и радикалским Гласником.